# Rainha Vitória (1819-1901)
Rainha Vitória (1819-1901) (em inglês:  Queen Victoria (1819-1901)) é uma pintura de Franz Xaver Winterhalter. A data de criação é 1843. A obra faz parte de Royal Collection. Retrata a rainha Vitória do Reino Unido.

## Descrição
A obra sobre tela foi produzida com tinta a óleo. Suas medidas são: 64,8 centímetros de altura e 53,3 centímetros de largura.
Faz parte de Royal Collection que reune todas as obras de arte colecionadas pela família real britânica. O número de inventário é RCIN 406010.

## Contexto
Franz Xaver Winterhalter não só pintou os retratos oficiais da casa real britânica, como também se dedicou a produzir imagens privadas, é o caso desta obra que foi um presente da rainha Victoria ao seu marido Príncipe Alberto por ocasião de seu vigésimo quarto aniversário. A pintura foi pendurada na sala de despachos do Príncipe Alberto no Palácio de Windsor.
A pintura retrata a rainha com um vestido de babados brancos minimamente pintado. O único detalhe do ornamento é a fita roxa e as jóias, um par de brincos simples e um pingente em forma de coração em uma corrente de ouro. Este pingente pode ser o medalhão em forma de coração de vidro contendo uma mecha de cabelo do príncipe Alberto que a rainha usava dia e noite antes de seu casamento.